# ديفيد نات
ديفيد جون نات (وُلد في 16 أبريل 1951) هو باحث في علم الأدوية النفسية العصبية متخصص في أبحاث العقاقير المؤثرة على الدماغ وعدد من الحالات مثل الإدمان، والقلق والنوم. يشغل نات منصب رئيس جمعية علم العقاقير، التي أسسها كجمعية غير ربحية في عام 2010 بهدف توفير معلومات مستقلة مستندة إلى الدليل حول مختلف الأدوية. حتى عام 2009، كان نات أستاذ جامعي في جامعة بريستول ورئيس وحدة علم الأدوية النفسية هناك. منذ ذلك الحين، شغل نات منصب رئيس قسم إدموند جيه صفرا لعلم الأدوية النفسية العصبية في كلية لندن الإمبراطورية ومدير وحدة علم الأدوية النفسية العصبية في قسم علوم الدماغ هناك. كان نات واحدًا من أعضاء لجنة سلامة الأدوية، ورئيس الكلية الأوروبية لعلم الأدوية النفسية العصبية.

## الملخص المهني وأبحاثه
أكمل نات تعليمه الثانوي في مدرسة بريستول غرامر ليدرس بعد ذلك الطب في كلية داونينغ في كامبردج، إذ تخرج في عام 1972. في عام 1975، أكمل تدريبه السريري في مستشفى غاي.
عمل نات كعالم سريري في مستوصف رادكليف بين عامي 1978 و1982 حيث أجرى عددًا من الأبحاث الأساسية حول وظيفة مستقبلات البنزوديازيبين / مركب غابا الأيوني، بالإضافة إلى الآثار طويلة الأمد للعلاج بناهضات «بي زد» والتهييج باستخدام ناهضات «بي زد» المعكوسة جزئيًا. بلغ هذا العمل أوجه في الورقة البحثية الرائدة المنشورة في مجلة نيتشر في عام 1982 التي وصفت مفهوم التصارعية العكسية (باستخدام مصطلحه المفضل، «التصارعيى المضادة») للمرة الأولى. بين عامي 1983 و1985، حاضر في الطب النفسي في جامعة أوكسفورد. في عام 1986، عمل كعالم زائر لمركز فوغارتي في المعهد الوطني لتعاطي الكحول والكحولية في بيثيسدا في ولاية ماريلاند، خارج واشنطن العاصمة، وعاد إلى المملكة المتحدة في عام 1988 لينضم لاحقًا إلى جامعة بريستول كمدير وحدة علم الأدوية النفسية. في عام 2009، أسس قسم علم الأدوية النفسية العصبية والتصوير الجزيئي في جامعة لندن الإمبراطورية، وشغل منصبًا جديدًا ممنوحًا من قبل مؤسسة إدموند جيه صفرا الخيرية. عمل أيضًا كمحرر في مجلة علم الأدوية النفسية العصبية، وانتُخب في عام 2014 كرئيس للمجلس الأوروبي للدماغ. 
في عام 2007، نشر نات دراسة جدلية حول أضرار تعاطي العقاقير في ذا لانسيت. في النهاية، أدى هذا إلى إقالته من منصبه في المجلس الاستشاري لإساءة استخدام العقاقير (إيه سي إم دي)؛ انظر المناصب الحكومية أدناه. أسس نات مع عدد من زملائه المستقيلين بشكل لاحق من «إيه سي إم دي» اللجنة العلمية المستقلة للعقاقير، التي أُعيدت تسميتها لاحقًا باسم علم العقاقير. 
من خلال عمله في لجنة علم العقاقير، نشر نات عددًا من تقارير سياسات العقاقير الرائدة بالتزامن مع إطلاق حملات داعمة لسياسة العقاقير المسندة إلى الدليل. شملت هذه الحملات مشروع توينتي 21، ومجموعة عمل القنب الطبي ومجموعة عمل العقاقير الطبية المخلة بالنفس. في عام 2013، أطلقت لجنة علم العقاقير مجلة مراجعة الأقران للعلوم، والسياسة والقانون، مع تعيين نات كمحرر للمجلة. استضاف نات أيضًا برنامج علم العقاقير الإذاعي، إذ استكشف بواسطته مختلف العقاقير وسياساتها مع مختلف الخبراء، وواضعي السياسات والعلماء المختصين بالعقاقير. 
يعمل نات كنائب رئيس مركز أبحاث العقاقير المخلة بالنفس في كلية لندن الإمبراطورية. نشر مع فريقه بحثًا عن استخدام السيلوسيبين في حالات الاكتئاب المقاوم للعلاج، بالإضافة إلى دراسات التصوير العصبي التي تبحث في السيلوسيبين، و«إم دي إم إيه»، و«إل إس دي» و«دي إم تي».
في نوفمبر 2010، نشر نات دراسة أخرى في ذا لانسيت، إذ شارك في تأليفها ليس كينغ ولورانس فيليبس النيابة عن هذه اللجنة المستقلة. صنفت الدراسة الضرر اللاحق بالمتعاطي والمجتمع من خلال نطاق مختلف من العقاقير. اعتُبرت الانتقادات الموجهة للترجيح الاعتباطي للعوامل في دراسة عام 2007 جزءًا من الأسباب التي دفعت هذه الدراسة الجديدة لتوظيف إجراءات تحليل القرار متعدد المعايير، إذ وجدت أن تأثير الكحول الضار على المجتمع أكبر من التأثير الضار للهيروين والكراك على حد سواء، بينما كان التأثير الضار للكراك والهيروين والميثامفيتامين أكبر على الفرد. كتب نات أيضًا عن هذا الموضوع في الصحف الموجهة لعامة الناس، ما تسبب في خلق خلافات علنية مع باحثين آخرين.
يعمل نات أيضًا على حملة بهدف تغيير قوانين الأدوية في المملكة المتحدة من أجل السماح بمزيد من فرص الأبحاث. 

## ألكاريل وغابا لابس
منذ عام 2014 تقريبًا، صرح نات عن طرح مركب في السوق قادر على محاكاة بعض تأثيرات الكحول (الإيثانول) – فيما يتعلق «بالاجتماعية» بشكل أساسي – لدى البشر (من خلال التأثير على مستقبلات غابا) مع تجنب التأثيرات الصحية السلبية للكحول؛ أي إيجاد بديل أكثر سلامة. أطلق على هذا المركب اسم «ألكاريل»، لكنه لم يكشف المادة (المواد) الكيميائية المستخدمة بالضبط. استخدمت الاختبارات المبكرة أحد مشتقات البنزوديازبين، مع العديد من التعديلات اللاحقة التي استهدفت تحسين الفعالية وتقليل احتمالية إساءة الاستخدام.
في عام 2018، قدمت شركة غابا لابس التابعة لنات (التي عُرفت في السابق باسم «ألكاريل») طلبات للحصول على براءات اختراع لسلسلة من المركبات الجديدة المسماة باسم العلامة التجارية ألكاريل، التي استطاعت الوصول إلى محاكاة وثيقة لتأثيرات الكحول «الاجتماعية». بدءًا من أكتوبر 2019، لم تتوفر أي من هذه المركبات للمستهلك، إذ بقيت تأثيراتها الصحية طويلة المدى مجهولة ولم تُنشر أي أبحاث متعلقة بها.
أنتج الفريق العلمي الخاص بغابا لابس مكونًا نباتيًا وطرحه في السوق على شكل مشروب سينتيا في يناير 2021 بوصفه «روحًا نباتية».